# Dax
Dax è un comune francese di 22 035 abitanti situato nel dipartimento delle Landes nella regione della Nuova Aquitania.
 È nota per le sue acque termali indicate per i sofferenti di malattie renali ed artritiche. È l'erede della città romana Aquae Tarbellicae. In una delle piazze della città si trova la Fontaine chaude alimentata da acque convogliate sul posto da un impianto idrico di epoca romana.

## Monumenti e luoghi d'interesse
- Cattedrale di Notre-Dame, in stile gotico, cattedrale della diocesi di Aire e Dax.

## Geografia fisica

### Clima
Il clima di Dax è quello che si può osservare nell'insieme della regione a causa della vicinanza dell'oceano Atlantico. Esso è caratterizzato da estati calde e lunghe (dall'inizio di giugno fino alla fine di settembre), da autunni dolci ed assolati e da inverni freddi, a volte secchi a volte piovosi, e primavere dolci ma piovose. La nebbia è frequente, venti alla velocità di 137 km/h sono stati registrati il 24 gennaio 2009 durante la tempesta Klaus, stabilendo un record (quando una rilevazione presso il comune di Rion-des-Landes, sito a 35 km a nord di Dax, ha registrato, la sera stessa, una velocità del vento a 192 km/h).

## Società

### Evoluzione demografica
Abitanti censiti

## Amministrazione

### Gemellaggi
- Logroño, dal 1963